# ديمتري أوختومسكي
الأمير ديمتري فاسيليفيتش أوختومسكي (بالروسية: Дмитрий Васильевич Ухтомский)‏، (مواليد 1719-1774) كان المهندس المعماري الرئيسي لموسكو، روسيا خلال عهد الإمبراطورة اليزابيث.

## السيرة شخصية
ولد أوختومسكي في قرية في شمال ياروسلافل، حيث كان أسلافه من أسرة روريك الحكام. في سن ال 12 انتقل إلى موسكو ودرس هناك في كلية الرياضيات والملاحة الهندسة المعمارية حتى 1733. عمل في ورشة إيفان ميتشورين حتى عام 1741 وعمل في وقت لاحق ل إيفان كوروبوف (1741-1743). في عام 1742 دعم كوروبوف ترشيح أوختومسكي لأول لقب مهني له وفوضه لإدارة الشركة. في عام 1744 اكتسب أوكتومسكي رخصة المهندس المعماري الكامل ونال رتبة نقيب في التسلسل الهرمي للدولة.

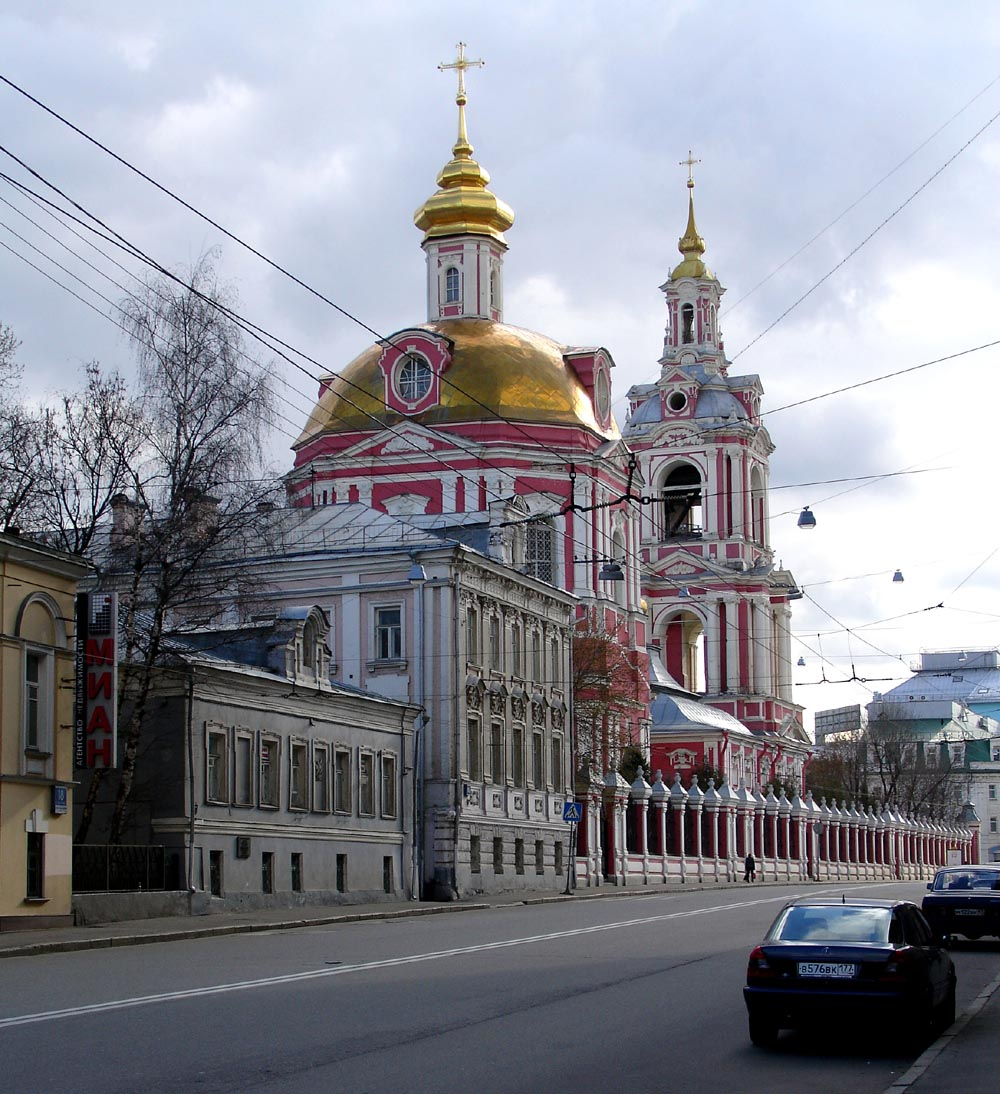
كنيسة الشهيد نيكيتا، تم بناؤها من قبل أوختومسكي

كان أول نجاح عام لأختومسكي عندما تتوج من قبل الإمبراطورة اليزابيث في روسيا عام 1742. في الفترة بين 1753-1757 إعاد بناء البوابة الحمراء الذي توقف عنه حتى عام 1927. منذ عقد 1740 بنى العديد من المباني في منطقة بسماني، ولا سيما كنيسة الشهيد نيكيتا أكبر مبنى في الفترة الباروكية في موسكو.